# میدان برنت
میدان برنت، (به انگلیسی: Brent field) از میادین نفتی حوضه شرق شتلند است، که در فاصله ۱۸۶ کیلومتری از شمال-شرقی از جزیره شتلند، اسکاتلند و در عمق ۱۴۰ متری عمق دریا مستقر می‌باشد.
میدان نفتی برنت در سال ۱۹۷۱ کشف شد. این میدان زمانی یکی از تولیدی‌ترین میادین بریتانیا بشمار می‌آمد، ولی امروزه اواخر عمر مفید خود را می‌گذراند. میدان شیبه متعلق به شرکت رویال داچ شل می‌باشد.